# Републикански път III-5084
Републикански път IIІ-5084 е третокласен път, част от Републиканската пътна мрежа на България, преминаващ изцяло по територията на Кърджалийска област, Община Джебел. Дължината му е 12 km.
Пътят се отклонява надясно при 15,8 km на Републикански път III-508 югозападно от град Джебел и се насочва на запад като постепенно се изкачва по северния склон на източнородопския Устренски рид. Преминава последователно през селата Мрежичко и Устрен и завършва в центъра на село Припек, разположено на билото на рида.
| Пътища, отклоняващи се надясно (населено място, № на пътя, посока на пътя) | km  | Пътища, отклоняващи се наляво (посока на пътя, № на пътя, населено място) |
| -------------------------------------------------------------------------- | --- | ------------------------------------------------------------------------- |
| Община Джебел, III-508, 15,8 km →                                          | 0,0 | → 15,8 km, III-508, Община Джебел                                         |
|                                                                            | 0,5 | → общински път (за с. Козица)                                             |
| с. Мрежичко                                                                | 2,8 | с. Мрежичко                                                               |
|                                                                            | 5,4 | → общински път (за с. Ямино)                                              |
| с. Устрен                                                                  | 6,3 | → с. Устрен, общински път (за с. Ямино)                                   |
| с. Устрен                                                                  | 7,0 | ← с. Устрен 10,9 km, III-8673 (от 43,3 km на III-867)                     |
| (за с. Лебед) общински път ←                                               | 10  |                                                                           |
| с. Припек                                                                  | 12  | с. Припек                                                                 |